# Atoomvliegtuig

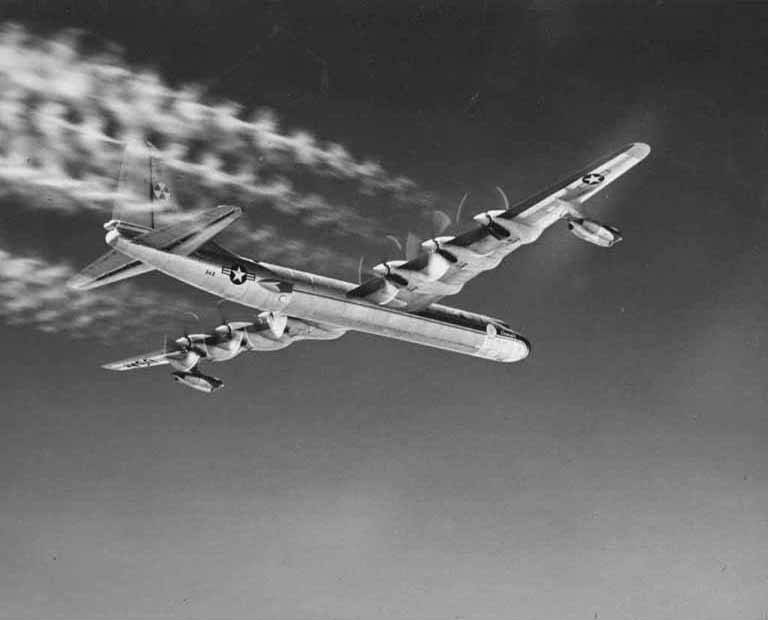
De Convair NB-36H (1956) had voor testdoeleinden een kleine kernreactor aan boord die echter niet werd gebruikt voor de voortstuwing

Een atoomvliegtuig is een vliegtuig dat wordt voortgedreven door atoomenergie. De meeste atoomvliegtuigen werden ontworpen als bommenwerpers.
Rusland maakte in 2018 melding van de 9M730 Burevestnik, een door dit land ontwikkeld kruisvluchtwapen voortgedreven door kernsplijting dat met een kernwapen kan worden uitgerust. In 2019 is er mogelijk een bij een mislukte test bij Archangelsk ontploft, waarbij radioactiviteit vrijkwam.

## Geschiedenis
De eerste stappen om een atoomvliegtuig te ontwerpen werden tijdens de Tweede Wereldoorlog genomen door de Amerikaanse regering, die op zoek was naar een manier om bommenwerpers de grote afstand over de Atlantische Oceaan te laten vliegen als de Britten verslagen zouden worden. Na de Tweede Wereldoorlog ontwierpen de Verenigde Staten en de Sovjet-Unie allebei verschillende soorten atoomvliegtuigen, maar uiteindelijk bleven alle vliegtuigen in de experimentele fase.
In 1946 werd het Amerikaanse Nuclear Energy for the Propulsion of Aircraft (NEPA)-project gestart. De eerste testen met een atoommotor werden in 1953 ondernomen en de eerste prototypes werden in 1956 gebouwd. Nadat een aantal experimentele vliegtuigen zoals de Convair NB-36H, Convair X-6 en de General Electric J87 ontworpen en uitgetest waren, werd het project in 1961 stilgelegd vanwege financiële redenen.
De Sovjets hebben nog in de jaren 1960 een experimenteel atoomvliegtuig ontworpen, de Toepolev Tu-119. Dit project werd gestart om te kijken of het mogelijk is om een atoomvliegtuig te bouwen. Het project bleef in de testfase en werd in 1965 beëindigd.